# ليندا بلير
ليندا دينزي بلير (بالإنجليزية: Linda Denise Blair) (ولدت في 22 يناير، 1959) هي ممثلة إمريكية. وقد اشتهرت بأداء دور الفتاة المتلبسة شيطانيا في فيلم طارد الأرواح الشريرة والذي أنتج عام 1973 وترشحت فيه لجائزة الأوسكار وفازت فيه بجائزة غولدن غلوب.

## قائمة الأفلام
الطويلة:
- الطريقة التي نعيش بها الآن (1970)
- نادي الرياضة(1971)
- طارد الأرواح الشريرة (1973)
- المطار 1975  [لغات أخرى]‏(1974)
- طارد الأرواح الشريرة 2:  [لغات أخرى]‏
- e(1978)
- حصان جامح هانك (1979)
- Roller Boogie (1979)
- Ruckus (1981)
- ليلة الجحيم  [لغات أخرى]‏ (1981)
- Chained Heat (1983)
- Night Patrol (1984)
- Savage Streets (1984)
- Terror in the Aisles (1984)
- شعلة حمراء  (1985)
- Savage Island (1985)
- SFX Retaliator (1987)قوة الليل
- (1987)
- فوق حارتك (1988)
- Moving Target (1988)
- Grotesque (1988اغتيال صامت
- (1988)
- La Casa 4 (also known as Witchcraft, Witchery) (1988)
- The Chilling (1989)
- Aunt Millie's Will (1989)
- W.B., Blue and the Bean (aka: Bailout) (1989)
- النائم الميت(1990)
- Zapped Again! (1990)
- Repossessed (1990
- (1991)
- Fatal Bond (1992)
- دم سيء  (1993)
- Skins (1994)
- Double Blast (1994)
- Sorceress (1995)
- (1996) دعاء الجاغوار
- (1996) الصرخة
- UnConventional (Documentary, 2004)
- Hitters Anonymous (2005)
- كل شيء عادي (2006)
- Imps* (2009)
- (2011) قريبتي سارة

المواضيع القصيرة:هاتف
- (1993)
- مارينا(1997)
- كلب ديفا :بيتبول على العجلات (2005)
- The Powder Puff Principle (2006)

### الأعمال التلفزيونية
- وجوه مخفية (1968–1969)
- Born Innocent  [لغات أخرى]‏ (1974)
- Sarah T. – Portrait of a Teenage Alcoholic (1975)
- Sweet Hostage (1975)
- Victory at Entebbe (1976)
- غريب في منزلنا عنوان دي في دي : صيف الرعب76(19
- قاتل، هي كتبت ( قاتل يستقل الحافلة ) (1985)
- MacGyver (1990)
- Calendar Girl, Cop, Killer?: The Bambi Bembenek Story (1992)
- متزوج ولدي أطفال (مسلسل) (The Magnificent Seven) (1992)
- بيري مايسون :قضية العروس مفطورة القلب (1992)
- السير بعد منتصف الليل(1999–2000)
- اكثر الاماكن اخافة على الأرض 2006  [لغات أخرى]‏
- 001–2006)
- صناع الوحوش (2003)
- خارق للطبيعة (2006)
- Pit Boss (2010)
- مهمة المحلفين (2010)

## وصلات خارجية
- الموقع الرسمي
- ليندا بلير على موقع IMDb (الإنجليزية)
- ليندا بلير على موقع روتن توميتوز (الإنجليزية)
- ليندا بلير على موقع ألو سيني (الفرنسية)
- ليندا بلير على موقع ميوزك برينز (الإنجليزية)
- ليندا بلير على موقع أول موفي (الإنجليزية)
- ليندا بلير على موقع قاعدة بيانات برودواي على الإنترنت (الإنجليزية)
- ليندا بلير على موقع قاعدة بيانات الأفلام السويدية (السويدية)
- ليندا بلير على موقع إن إن دي بي (الإنجليزية)
- ليندا بلير على موقع ديسكوغز (الإنجليزية)
- ليندا بلير على موقع قاعدة بيانات الفيلم (الإنجليزية)
- Linda Blair World Heart Foundation